# Albuminurie
 Albuminurie is een pathologisch symptoom waarbij albumine aanwezig is in de urine.
De nieren filteren normaal grote moleculen uit urine. De aanwezigheid van albumine kan duiden op nierproblemen.
Het kan voorkomen bij patiënten die al geruime tijd lijden aan diabetes mellitus, zowel type I als type II.
Als gevolg van diabetes kunnen kleine bloedvaatjes in het lichaam beschadigd raken. De bloedvaatjes in de nier vormen een soort filtertjes, waardoor een groot molecuul als het bloedeiwit albumine wordt tegengehouden en niet in de urine komt. Bij diabetes raken deze filtertjes "lek" en verschijnt er albumine in de urine.
Albuminurie is zelf geen ziekte, maar een symptoom dat kan optreden bij diabetes mellitus en diverse nieraandoeningen. De oorzaak van albuminurie kan worden bepaald aan de hand van de hoeveelheid proteïne die verloren gaat in de urine van een patiënt. Dit wordt vastgesteld door 24-uurs urine van een patiënt te onderzoeken. 'Normale' mensen hebben <30 mg albumine in de 24-uurs urine. Bij een albumine uitscheiding van 30 tot 300 mg per dag wordt gesproken van microalbuminurie, bij meer dan 300 mg per dag van macroalbuminurie. Er is ook sprake van microalbuminurie als de albumine/creatinine-ratio bij mannen groter is dan 2,5 of bij vrouwen groter is dan 3,5. Het nefrotisch syndroom resulteert meestal in 3,0 tot 3,5 gram albumine per 24 uur, terwijl er bij het nefritisch syndroom veel minder albuminurie is.
Bij diabeten moet minimaal jaarlijks de microalbumine/creatinine-ratio worden bepaald.
De hoeveelheid creatinine die per 24 uur wordt uitgescheiden met de urine is namelijk ongeveer constant. Door de hoeveelheid albumine in een portie urine te delen door de hoeveelheid creatinine corrigeert men voor de dagelijkse schommelingen in de concentratie van de urine.
Men kan natuurlijk ook de hoeveelheid microalbumine in de 24-uurs urine meten.
Bij verhoogde uitscheiding van albumine kan verdere beschadiging van de nieren tegen worden gegaan met ACE-remmers of Angiotensine II-antagonisten, een soort bloeddrukverlagers, ook als de bloeddruk normaal is.
Let wel op dat ook koorts, hartfalen, hyperglykemie en lichamelijke inspanning kunnen zorgen voor microalbuminurie.